# Husův sbor (Nymburk)
Husův sbor v Nymburce je funkcionalistická sakrální stavba československé církve husitské z roku 1936 na prostranství mezi ulicemi Havlíčkova, Bedřicha Smetany a Velkými Valy, naproti pomníku obětem světových válek v parku Hrdinů.

## Historie
Československá církev se v Nymburce začala formovat od roku 1921, oficiálně vznikla roku 1923. Před vznikem vlastní modlitebny se bohoslužby konaly ve školní kapli sv. Jana Nepomuckého, později od roku 1923 v blízkém evangelickém kostele.
Budovu sboru vyhotovil mezi lety 1935 až 1936 Josef Šebek z Nymburka podle projektu architekta Josefa Petříčka z Chocně. Sbor byl slavnostně otevřen 17. května 1936 za účasti královéhradeckého biskupa Stanislava Kordule (1885–1940).
Vlastníkem pozemku a stavby občanského vybavení – sboru je Náboženská obec Církve československé husitské v Nymburce, která sídlí v blízkém domě na adrese Bedřicha Smetany 711/11. Pozemek pro sbor byl pořízen roku 1928 za 140 000 Kč, stavba vyšla na 550 000 Kč. Blízká farní budova byla získána roku 1947 za 250 000 Kč.
Naproti sboru byl 2. září 1928 nákladem 96 000 Kč slavnostně odhalen pomník nymburským občanům padlým za světové války se sochou Mistra Jana Husa. Roku 1946 byly pamětní desky upraveny a doplněny o oběti druhé světové války.